# Maira calopogon
Maira calopogon är en tvåvingeart som först beskrevs av Jacques-Marie-Frangile Bigot 1878.  Maira calopogon ingår i släktet Maira och familjen rovflugor. Inga underarter finns listade i Catalogue of Life.